# Klaus Röder
Klaus Röder (geralmente escrito Roeder) (Stuttgart, 7 de abril de 1948) é um músico alemão e professor de música. Ele atualmente vive e leciona em Langenfeld, na Alemanha. Mais conhecido por ter participado do seminal grupo de música eletrônica Kraftwerk. Roeder é casado e tem dois filhos.

## História
Estudou violino e piano, em seguida, começou um estudo de engenharia de som em 1968, e composição e guitarra na Academia de música Robert Schumann em Düsseldorf. Graduando-se em 1980 com um diploma na composição da música eletrônica.
Interessado em música experimental e de vanguarda começou a criar instrumentos, utilizar também sintetizadores e gravadores para manipular os sons gravados.
Durante este período ele tocava guitarra (usada como um dispositivo "disparador" do som para o sintetizador), em grupos de free jazz, e brevemente, durante 1974, com a banda eletrônica Kraftwerk.
Desde 1975 ele tem trabalhado em seu estúdio de música electrónica, ultimamente, usando computadores pessoais inteiramente para compor e criar música.